# 迪希巴赫河
50°42′47″N 7°02′40″E / 50.7129379°N 7.0445555°E

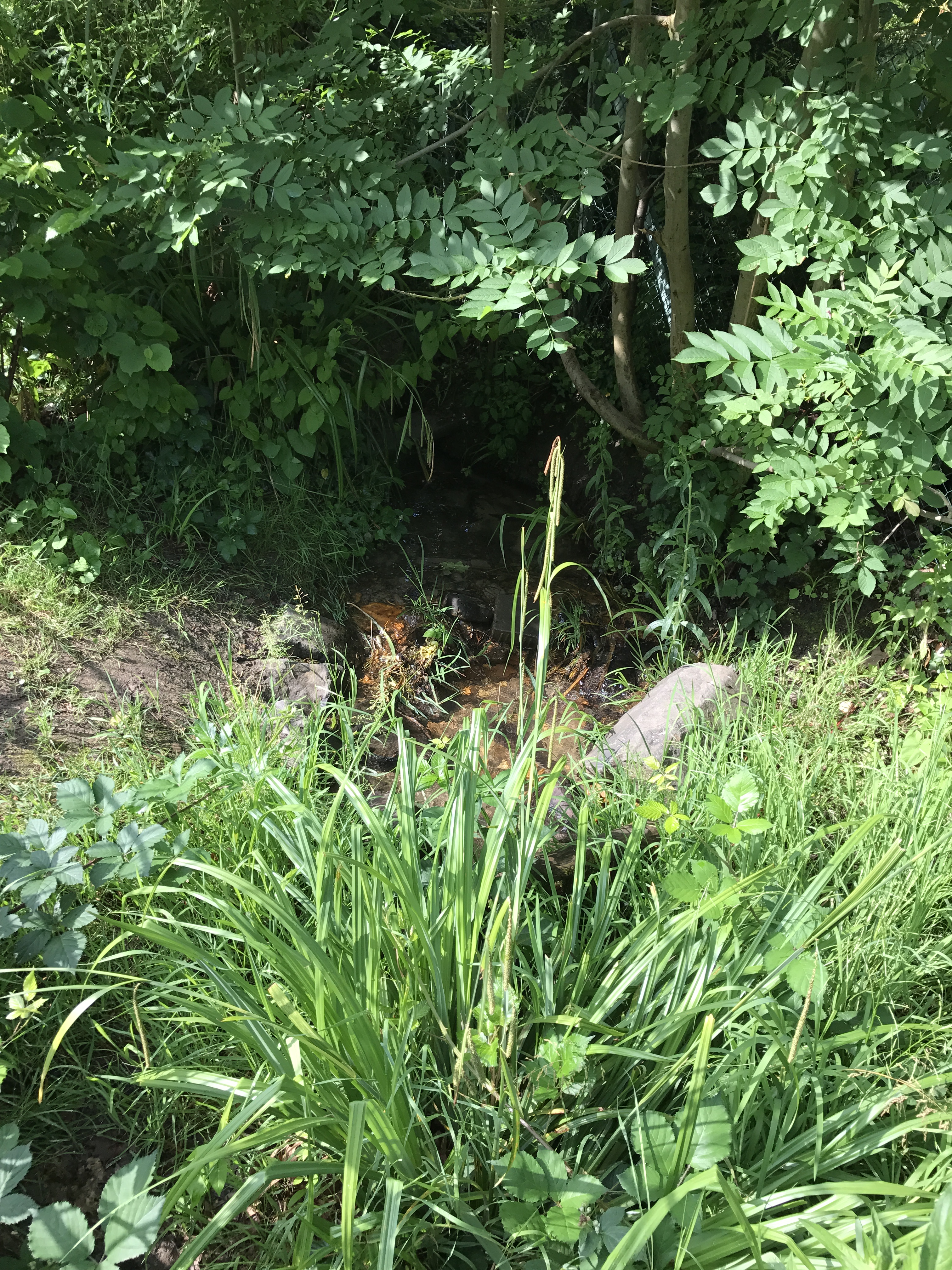

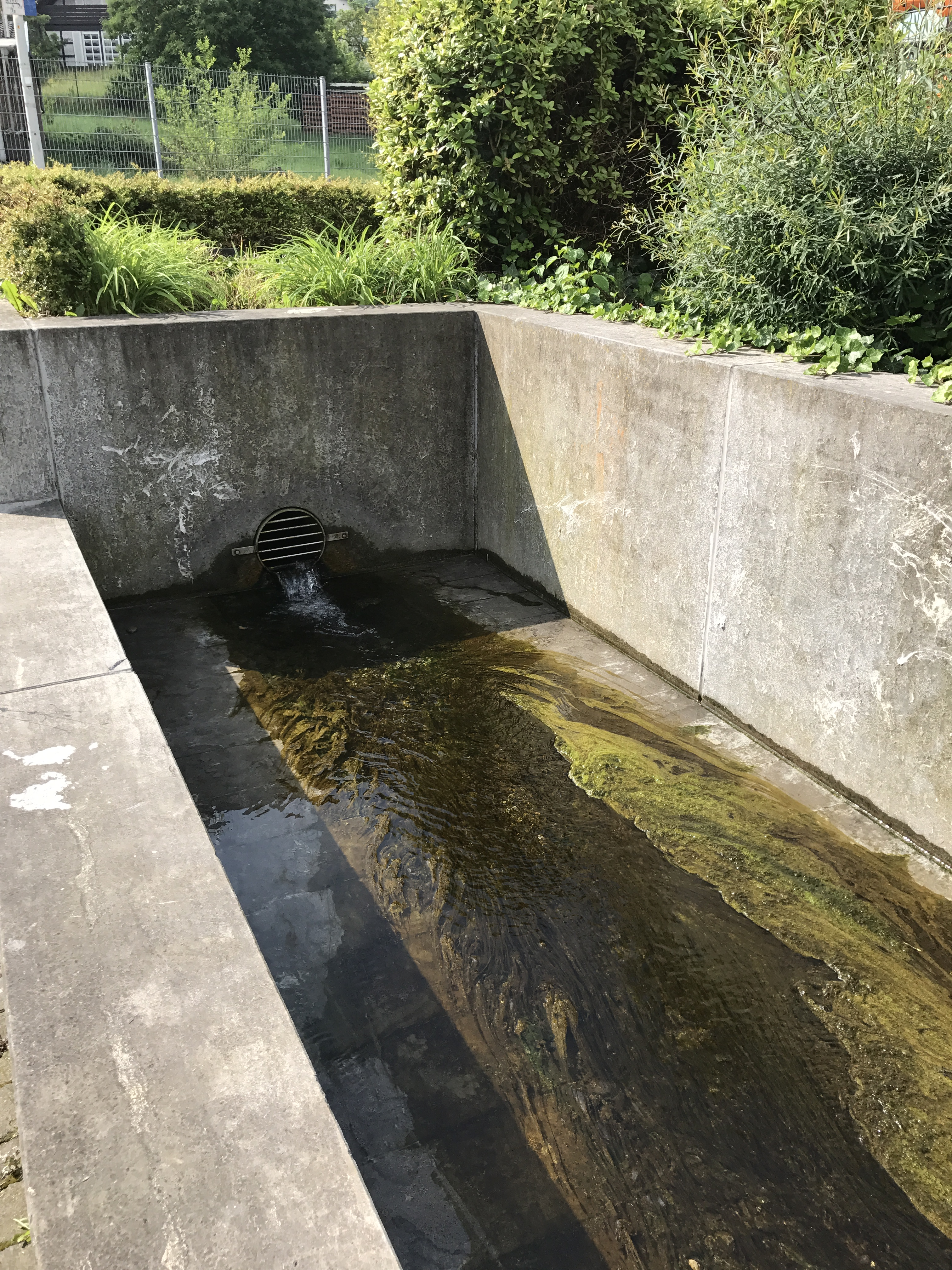

迪希巴赫河（德語：Dichbach），是德國的河流，位於該國西部，流經北萊茵-威斯特法倫州，屬於海爾斯巴赫河的支流，河道全長0.5公里，流域面積0.2平方公里。